# Dale Crover

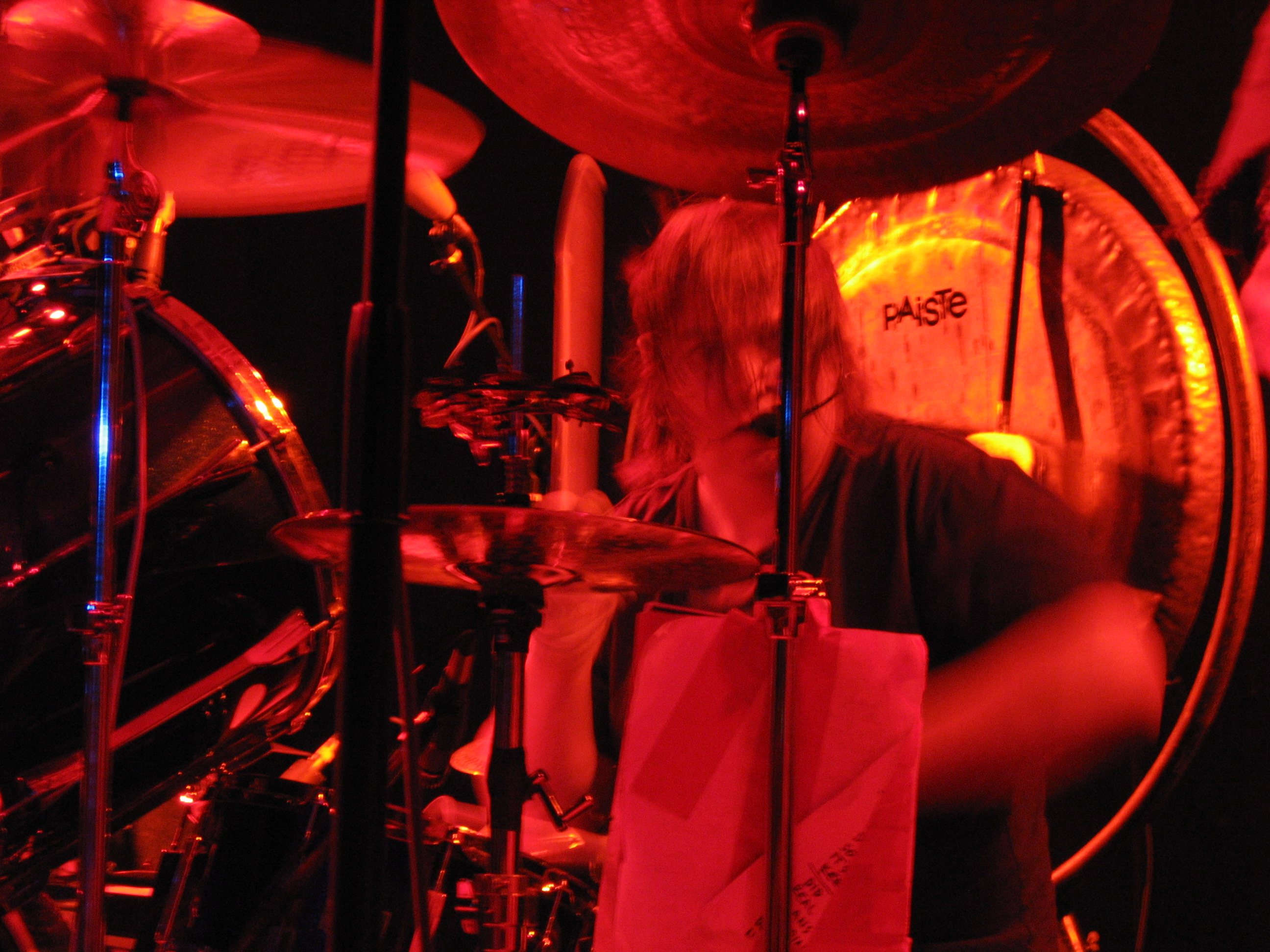
Dale Crover (2006)

Dale Crover (* 23. Oktober 1967 in Aberdeen, Washington) ist ein US-amerikanischer Rockmusiker.
Er ist seit 1984 Schlagzeuger bei den Melvins, 1994 gründete er die Band Altamont, in der er singt und Gitarre spielt.
Im Jahr 1985 gründete Crover, als Bassist, zusammen mit Kurt Cobain die Band Fecal Matter. Zudem war er Anfang 1988 und 1990 kurz Schlagzeuger bei Nirvana. Er fühlte sich sehr wohl in der Band Nirvana, trotzdem verließ er sie später.
Im Jahre 1988 zog er nach San Francisco, Kalifornien.
Der Rolling Stone listete Crover 2016 auf Rang 69 der 100 größten Schlagzeuger aller Zeiten.